# Sirindhorn (huyện)
Sirindhorn (tiếng Thái: สิรินธร) là một huyện (amphoe) của tỉnh Ubon Ratchathani, Thái Lan. Tên huyện được đặt theo tên công chua Sirindhorn vào dịp sinh nhật thứ 36 của bà.

## Lịch sử
Huyện đã được lập ngày 3 tháng 1 năm 1992 thông qua việc tách tambon Kham Khuean Kaeo từ Khong Chiam và 5 tambon Khan Rai, Chong Mek, Nikhom Sang Ton-eng Lam Dom Noi, Non Ko và Fang Kham từ Phibun Mangsahan.

## Địa lý
Các huyện giáp ranh (từ phía nam theo chiều kim đồng hồ) là: Buntharik, Phibun Mangsahan và Khong Chiam. Về phía tây bên kia sông Mekong là tỉnh Champasak của Lào.
Đập Sirindhorn ngăn dòng sông Dom Noi nằm ở huyện này.
Có hai cửa khẩu biên giới với Lào - Vang Tao đến thị xã Pakxe và Chong Mek đến Champasak.

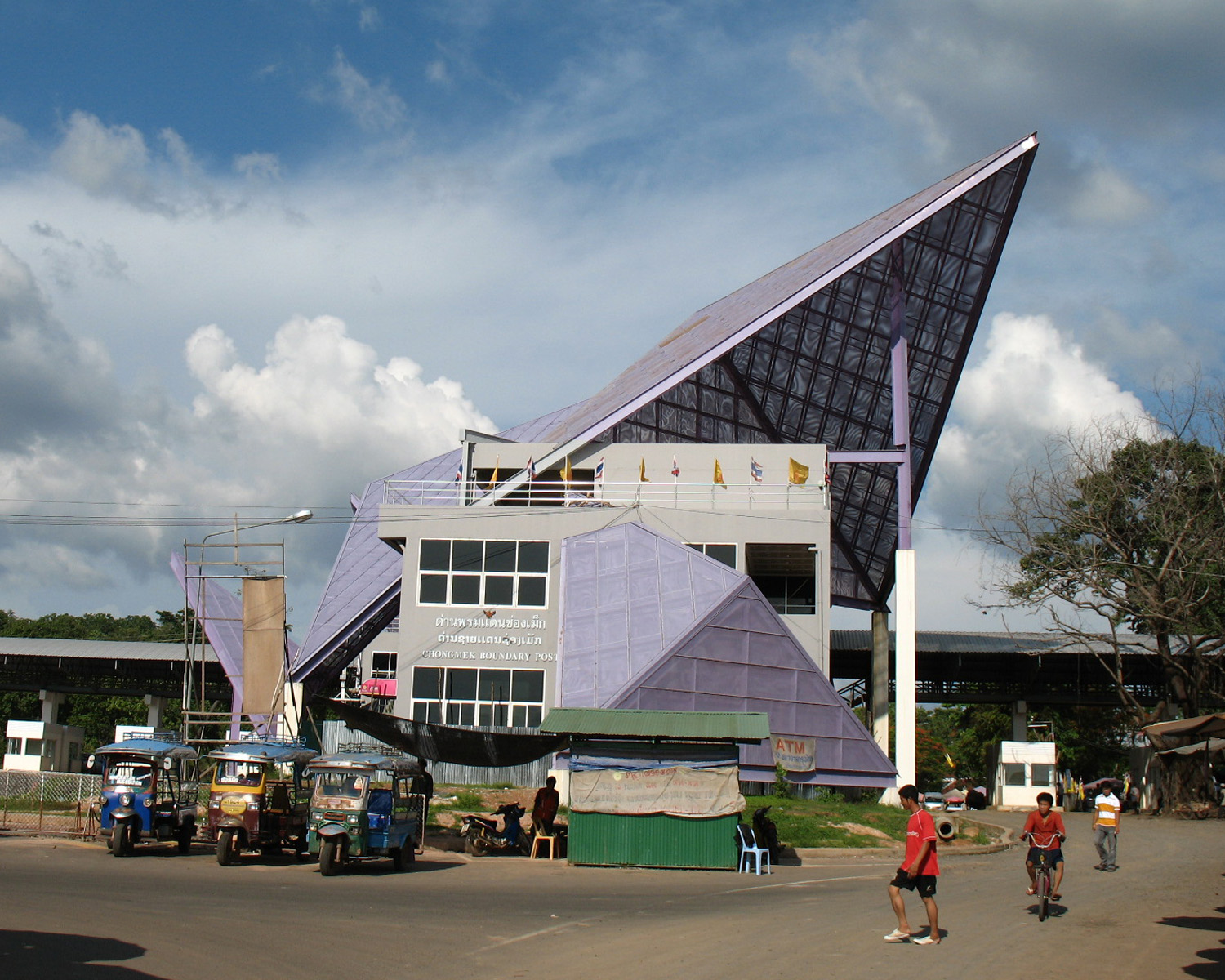
Chong Mek đang được xây dựng

## Hành chính
Huyện này được chia thành 6 phó huyện (tambon), các đơn vị này lại được chia ra thành 73 làng (muban). Chong Mek là thị trấn (thesaban tambon) and nằm trên một phần của the tambon Chong Mek, và thị trấn Nikhom Sang Ton-eng Lam Dom Noi nằm trên toàn bộ tambon cùng tên. Có 5 Tổ chức hành chính tambon.
| STT. | Tên                             | Tên Thái             | Số làng | Dân số |  |
| ---- | ------------------------------- | -------------------- | ------- | ------ |  |
| 1.   | Khan Rai                        | คันไร่                 | 16      | 10.857 |  |
| 2.   | Chong Mek                       | ช่องเม็ก               | 11      | 8.013  |  |
| 3.   | Non Ko                          | โนนก่อ                | 13      | 9.117  |  |
| 4.   | Nikhom Sang Ton-eng Lam Dom Noi | นิคมสร้างตนเองลำโดมน้อย | 13      | 7.506  |  |
| 5.   | Fang Kham                       | ฝางคำ                | 4       | 3.689  |  |
| 6.   | Kham Khuean Kaeo                | คำเขื่อนแก้ว            | 16      | 8.974  |  |